# Alfajayucan
Alfajayucan es una localidad mexicana, cabecera del municipio de Alfajayucan en el estado de Hidalgo.

## Historia
En 1558 se da la fundación del pueblo de Alfajayucan y en 1847 se proclama en el ámbito de municipio el 22 de abril.
Alfajayucan tiene 28 monumentos históricos.

## Geografía
Se encuentra localizado geográficamente al occidente de Hidalgo, en las siguientes coordenadas: a los 20°24′35″ latitud norte y 99°20′58″ longitud oeste, y se encuentra a una altitud de 1877 metros sobre el nivel del mar.
Se encuentra en la región geográfica del Valle del Mezquital, su terreno es de limerío principalmente; y se encuentra en la provincias fisiográfica del Eje Neovolcánico, y dentro de la subprovincia de Llanuras y Sierras de Querétaro e Hidalgo. En lo que respecta a la hidrología se encuentra posicionado en la región del Pánuco, dentro de la cuenca del río Moctezuma, y en las subcuenca del río Alfajayucan.

### Clima
Tiene un clima semiseco templado; tiene una temperatura media anual de 16 °C con una precipitación pluvial media anual de 390.1 milímetros,
| Parámetros climáticos promedio de Alfajayucan | Parámetros climáticos promedio de Alfajayucan | Parámetros climáticos promedio de Alfajayucan | Parámetros climáticos promedio de Alfajayucan | Parámetros climáticos promedio de Alfajayucan | Parámetros climáticos promedio de Alfajayucan | Parámetros climáticos promedio de Alfajayucan | Parámetros climáticos promedio de Alfajayucan | Parámetros climáticos promedio de Alfajayucan | Parámetros climáticos promedio de Alfajayucan | Parámetros climáticos promedio de Alfajayucan | Parámetros climáticos promedio de Alfajayucan | Parámetros climáticos promedio de Alfajayucan | Parámetros climáticos promedio de Alfajayucan |
| Mes                                           | Ene.                                          | Feb.                                          | Mar.                                          | Abr.                                          | May.                                          | Jun.                                          | Jul.                                          | Ago.                                          | Sep.                                          | Oct.                                          | Nov.                                          | Dic.                                          | Anual                                         |
| --------------------------------------------- | --------------------------------------------- | --------------------------------------------- | --------------------------------------------- | --------------------------------------------- | --------------------------------------------- | --------------------------------------------- | --------------------------------------------- | --------------------------------------------- | --------------------------------------------- | --------------------------------------------- | --------------------------------------------- | --------------------------------------------- | --------------------------------------------- |
| Temp. máx. abs. (°C)                          | 32.0                                          | 38.0                                          | 37.0                                          | 44.0                                          | 38.0                                          | 38.0                                          | 35.0                                          | 35.0                                          | 36.0                                          | 45.0                                          | 38.0                                          | 34.0                                          | 45.0                                          |
| Temp. máx. media (°C)                         | 23.5                                          | 25.4                                          | 28.1                                          | 29.3                                          | 29.5                                          | 27.8                                          | 26.1                                          | 26.3                                          | 25.1                                          | 25.1                                          | 24.8                                          | 23.9                                          | 26.2                                          |
| Temp. media (°C)                              | 14.1                                          | 15.5                                          | 17.8                                          | 19.4                                          | 20.3                                          | 22.0                                          | 18.8                                          | 18.8                                          | 18.0                                          | 17.0                                          | 15.8                                          | 14.5                                          | 17.5                                          |
| Temp. mín. media (°C)                         | 4.8                                           | 5.7                                           | 7.5                                           | 9.5                                           | 11.1                                          | 12.1                                          | 11.4                                          | 11.3                                          | 10.9                                          | 8.8                                           | 6.9                                           | 5.0                                           | 8.8                                           |
| Temp. mín. abs. (°C)                          | -6.0                                          | -3.5                                          | -2.0                                          | 1.0                                           | 1.0                                           | 5.0                                           | 0.8                                           | 0.9                                           | 0.3                                           | 0.0                                           | -4.0                                          | -4.0                                          | -6.0                                          |
| Precipitación total (mm)                      | 10.7                                          | 9.8                                           | 5.2                                           | 14.5                                          | 38.9                                          | 61.2                                          | 57.9                                          | 54.5                                          | 58.5                                          | 34.0                                          | 13.5                                          | 1.8                                           | 360.5                                         |
| Días de lluvias (≥ 0.1)                       | 1.3                                           | 1.5                                           | 1.0                                           | 2.3                                           | 4.2                                           | 5.1                                           | 5.4                                           | 5.1                                           | 6.0                                           | 3.5                                           | 1.4                                           | 0.4                                           | 37.2                                          |
| Fuente: Servicio Meteorológico Nacional. 2015 |                                               |                                               |                                               |                                               |                                               |                                               |                                               |                                               |                                               |                                               |                                               |                                               |                                               |

## Demografía
De acuerdo con el Censo de Población y Vivienda 2020 del INEGI; la localidad tiene una población de 1794 habitantes, lo que representa el 9.36 % de la población municipal. De los cuales 830 son hombres y 964 son mujeres; con una relación de 86.1 hombres por 100 mujeres.
Las personas que hablan alguna lengua indígena, es de 58 personas, alrededor del 3.23 % de la población de la ciudad. En la ciudad hay 33 personas que se consideran afromexicanos o afrodescendientes, alrededor de1.84 % de la población de la ciudad.
De acuerdo con datos del censo INEGI 2020, unas 1550 declaran practicar la religión católica; unas 88 personas declararon profesar una religión protestante o cristiano evangélico; 1 personas declararon otra religión; y unas 154 personas que declararon no tener religión o no estar adscritas en alguna.
| Gráfica de evolución demográfica de Alfajayucan entre 1900 y 2020                            |
|                                                                                              |
| Población de los censos y conteos del Instituto Nacional de Estadística y Geografía (INEGI). |

## Economía
Tiene un grado de marginación bajo y un grado de rezago social muy bajo. Las principales actividades económicas son el comercio y la agricultura.